# Али, София
Софья Тейлор Рэмси-Али (англ. Sophia Taylor Ramsey Ali; род. 7 ноября 1995) — американская актриса известная по роли Сабрины в телесериале «Фальсификация», Пенелопы Амари в фильме «Правда или действие» и Хлои Фрейзер в фильме «Анчартед: На картах не значится».

## Ранняя жизнь
Али родилась 7 ноября 1995 года в Сан-Диего, Калифорния в семье пакистанца Асама Али и американки европейского происхождения Брук Рамсейер. Несмотря на рождение в Сан-Диего, её родители проживали в Дубае и спустя десять дней после её рождения вернулась вместе с родителями в Дубай. Когда Али исполнилось четыре года, она вместе с родителями переехала в Техас. В возрасте 19 лет переехала в Калифорнию. Имеет двух братьев Камран Али и Шан Али которые также являются актёрами.

## Личная жизнь
Не смотря на происхождение в верующей семье исповедующей ислам, Али не принуждали к вере.
Али была танцовщицей до 16 лет, а ее хобби — акварельная живопись и граффити на мебели. У нее также имеется несколько татуировок.

## Карьера

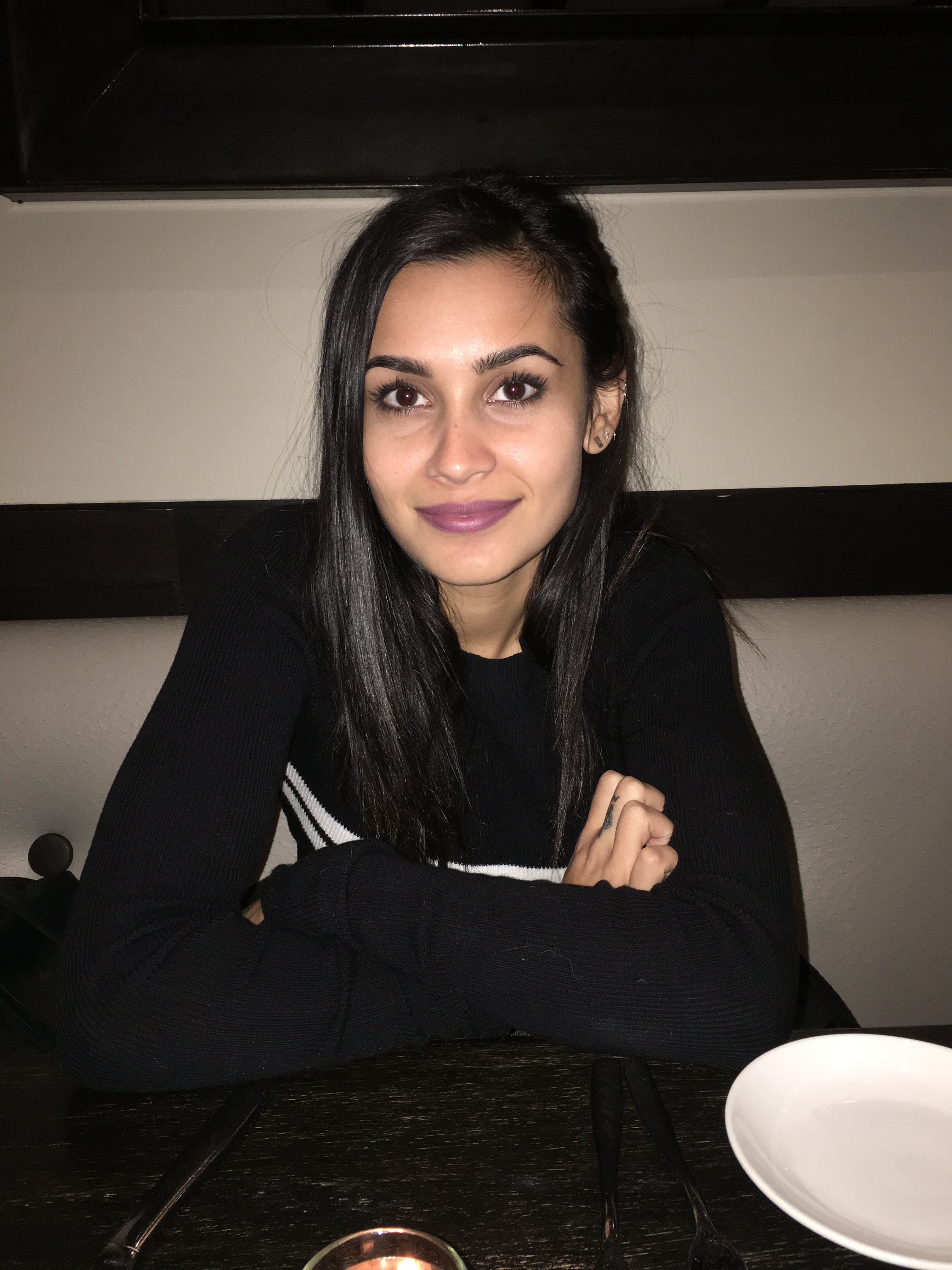
Али в 2016 году

Впервые Али появилась на экране в 2003 году в телесериале «K Street» где исполнила роль Софии Аль Сабих в двух эпизодах. Следующее появление на телеэкранах состоялась в 2006 году, в детском видео мюзикле «Barney: Let's Make Music» и телесериале «Барни и друзья». Спустя год сыграла незначительную роль в фильме Дольфа Лундгрена «Миссионер». С 2008 года начала более активно появляться в различных телесериалах и фильмах.
В 2017 году получила свою первую заметную роль в телесериале «Анатомия страсти». Спустя год появилась в фильме «Правда или действие», а в 2022 году исполнила роль Хлои Фрейзер в экранизации компьютерной игры Uncharted. Несмотря на то, что фильм получил средние отзывы, многие критики похвалили игру Али.

## Фильмография
| Год       |     | Русское название                  | Оригинальное название                | Роль                       |
| --------- | --- | --------------------------------- | ------------------------------------ | -------------------------- |
| 2003      | с   |                                   | K Street                             | София Аль Сабих            |
| 2006      | ф   |                                   | Barney: Let's Make Music             | Карни                      |
| 2006      | с   | Барни и друзья                    | Barney & Friends                     | В роли себя                |
| 2007      | ф   | Миссионер                         | Missionary Man                       | Ребёнок                    |
| 2008      | ф   |                                   | Barney: Celebrating Around the World | индийская девушка          |
| 2008      | ф   | Аутсайдеры                        | The Longshots                        | девушка                    |
| 2008      | с   | Ночное шоу с Джейем Лено          | The Tonight Show with Jay Leno       | Дева Мария                 |
| 2010      | с   | Танцевальная лихорадка!           | Shake It Up                          | Таша                       |
| 2011      | с   | C.S.I.: Место преступления Майами | CSI: Miami                           | Саманта Дауни              |
| 2012      | с   | Мелисса и Джоуи                   | Melissa & Joey                       | Скарлетт                   |
| 2014      | с   | Тиран                             | Tyrant                               | Самира Надаль              |
| 2015      | ф   | Прогулка с мертвецами             | The Walking Deceased                 | Бруклин                    |
| 2016      | ф   | Каждому своё                      | Everybody Wants Some!!               | Соседка по комнате Беверли |
| 2016      | с   | Фальсификация                     | Faking It                            | Беверли                    |
| 2016      | ф   |                                   | Mono                                 | Брук                       |
| 2016      | вс  |                                   | The Disappearing Girl                | Леоне                      |
| 2017      | ф   | Плохие дети отправляются в ад 2   | Bad Kids of Crestview Academy        | Фейт Джексон               |
| 2017      | кор |                                   | Immortals                            | Кэролайн                   |
| 2017      | с   | Проект Минди                      | The Mindy Project                    | Парвати                    |
| 2017—2019 | с   | Анатомия страсти                  | Grey's Anatomy                       | Доктор Далия Кадри         |
| 2018      | с   | Мик                               | The Mick                             | Алексис                    |
| 2018      | с   | Популярна и влюблена              | Famous in Love                       | Джоани                     |
| 2018      | ф   | Правда или действие               | Truth or Dare                        | Пенелопа Амари             |
| 2018      | вс  | Анатомия Грея: Команда B          | Grey's Anatomy: B-Team               | Доктор Далия Кадри         |
| 2019      | кор |                                   | How's the World Treating You?        | Кэм                        |
| 2020—2022 | с   | Дикарки                           | The Wilds                            | Фатин Джадмани             |
| 2021      | ф   | Индийский каникулы                | India Sweets and Spices              | Алия Капур                 |
| 2022      | ф   | Анчартед: На картах не значится   | Uncharted                            | Хлоя Фрейзер               |
| 2021—2022 | мс  | Мира - королевский детектив       | Mira, Royal Detective                | Куши (озвучка)             |
| 2022      | кор |                                   | Mouthpiece                           | Офелия                     |
| 2023      | кор |                                   | The Sperm Bank                       | Медсестра Кирби            |
|           | ф   |                                   | The F*** Happened                    | Молли                      |
|           | ф   |                                   | Above the Line                       | Принцесса                  |

### Музыкальные клипы
| Год  | Название | Исполнитель         | Примечания |
| ---- | -------- | ------------------- | ---------- |
| 2018 | "Honest" | Дрейк Белл          | [ 11 ]     |
| 2019 | "Not Ok" | Kygo & Челси Катлер | [ 12 ]     |